# Li Csi (költő)
Li Csi (tradicionális kínai: 李頎, egyszerűsített kínai: 李颀, pinjin: Lǐ Qí), 690-751, kínai költő volt a Tang-dinasztia korában.
A mai Csaohszien (Zhaoxian) területén született, Hopej (Hebei) tartományban. Később a mai Honan (Henan) tartományban lévő Tengfeng (Dengfeng)be költözött.
Faludy György magyarra fordította az Elkísérem Csen Csáng-fu barátomat, amikor száműzetésbe indul című versét.